# Herbert Lütkebohmert
Herbert „Aki“ Lütkebohmert (* 24. März 1948 in Heiden; † 29. Oktober 1993 in Essen) war ein deutscher Fußballspieler. Er wurde zumeist im Mittelfeld eingesetzt.

## Laufbahn
Herbert Lütkebohmert wuchs als jüngstes von elf Kindern auf. Das Fußballspielen begann er bei Viktoria Heiden, danach war er beim TuS Borken und von 1966 bis 1968 in der Regionalliga West beim TSV Marl-Hüls aktiv. Hier absolvierte er 59 Meisterschaftsspiele und schoss 10 Tore. 1968 erhielt er einen Profivertrag beim FC Schalke 04. Bereits in seiner ersten Saison nahm er an 24 Punktspielen in der Fußball-Bundesliga teil. Lediglich im DFB-Pokal kam er nicht zum Einsatz, obwohl die Mannschaft bis ins Finale kam. In seiner besten Saison, 1971/72, bestritt Lütkebohmert sämtliche Spiele der Schalker in der Bundesliga, wurde mit der Mannschaft Vize-Meister und gewann den DFB-Pokal 1971/72 mit einem 5:0-Sieg über den 1. FC Kaiserslautern im Endspiel. Er selbst schoss das Tor zum 3:0 in der 57. Minute.
Im folgenden Jahr wurde im Rahmen des Bundesliga-Skandals bekannt, dass sich mehrere Spieler der Mannschaft in der Bundesligasaison 1970/71 hatten bestechen lassen. Zu ihnen gehörte Herbert Lütkebohmert, er erhielt am 18. März 1973 eine zweijährige Sperre. Der damalige Bundestrainer Helmut Schön sagte später, dass er ihn ohne diese Sperre in den Kader der deutschen Nationalmannschaft zur WM 1974 berufen hätte. Im Januar 1974 wurde Lütkebohmert begnadigt, zwei Jahre später jedoch, wie auch andere Spieler von Schalke 04, im Zusammenhang mit dem Skandal wegen eines Meineids verurteilt. Er musste 10.000 Mark an die Deutsche Krebshilfe zahlen.
1979 zerstritt sich Herbert Lütkebohmert mit dem FC Schalke bei Vertragsverhandlungen, ließ sich reamateurisieren und spielte noch einige Jahre beim 1. FC Bocholt in der Oberliga Nordrhein. Insgesamt nahm er an 286 Bundesligaspielen teil und schoss dabei 28 Tore. Lütkebohmert war Vater von zwei Kindern und starb nach einer Knochenkrebserkrankung. Auf der Jahreshauptversammlung am 10. Mai 2010 wurde er in die Schalker Ehrenkabine berufen.